# Équipe de Cuba féminine de handball
Dernière mise à jour : 28 septembre 2020.
L'équipe de Cuba de handball représente la Fédération cubaine de handball lors des compétitions internationales, notamment aux tournois olympiques et aux championnats du monde.

## Palmarès

### Parcours auxjeux olympiques
- Aucune participation

### Parcours auxchampionnats du monde
- 1999 : 21e place
- 2001 : non qualifiée
- 2003 : non qualifiée
- 2005 : non qualifiée
- 2007 : non qualifiée
- 2009 : non qualifiée
- 2011 : 22e place
- 2013 : non qualifiée
- 2015 : 23e place
- 2017 : non qualifiée
- 2019 : 21e place

### Parcours auxchampionnats panaméricains
- 1999 :  Vice-champion
- 2000 : non qualifiée
- 2003 : non qualifiée
- 2005 : non qualifiée
- 2007 : non qualifiée
- 2009 : non qualifiée
- 2011 :  3e place
- 2013 : non qualifiée
- 2015 :  Vice-champion
- 2017 : non qualifiée

### Parcours auxChampionnats d'Amérique du Nord et des Caraïbes
- 2015 :  1re place
- 2017 : non qualifiée
- 2019 :  1re place
- 2021 : non qualifiée
- 2023 : 4e place
- 2025 :  1re place